# 空気液化サイクルエンジン
空気液化サイクルエンジン（くうきえきかサイクルエンジン、英語: Liquefied Air Cycle Engine：LACE）は、エアインテークから吸い込んだ空気を液化して燃焼するエンジンである。

## 概要
極超音速輸送機や、スペースプレーンにおいて大気圏内での比較的低速での飛行時に、燃料である液体水素によって流入空気を液化して、それを酸化剤として利用する。熱交換器の伝熱性能が中核技術で、熱交換器の開発と燃焼試験も行われた。

## 利点と欠点
利点
大気中の空気を酸化剤として使用するので、酸化剤を機内に搭載する必要がない。
欠点
全体システムが複雑になる。
大気中の空気を酸化剤として使用するので、大気圏外では別の推進システムが必要となる。